# 克里夫兰骑士
克里夫蘭騎士（英語：Cleveland Cavaliers，簡稱Cavs），是一支位於美國俄亥俄州克里夫蘭的NBA籃球隊，分屬於東區的中央組，成立於1970年，其主場為快貸球館。

## 歷史
1970年进入联盟的克里夫兰骑士是NBA中成績最差的球队之一，2006-2007赛季在勒布朗·詹姆斯的率领下首次进入总决賽，2015-16賽季奪下隊史第一冠。

### 早期（1970—1992）

#### 1970-1971：难堪的首赛季
70-71赛季：骑士刚进入联盟，因为球馆仍被冰球联盟签用，他们只能连打7个客场，结果全输。后来的首个主场，骑士输给对手圣迭戈火箭队（San Diego Rockets）。直到他们做客击败同为新军的波特兰开拓者队才止住15连败。此后又是节节败退。常规赛最后一场对波特兰开拓者，骑士队战到最后时刻还落后两分，紧急关头后卫约翰·沃伦（John Warren）抢到球并快攻上篮，却惨遭开拓者中锋盖帽，骑士遗憾落败。首个赛季骑士的成绩仅为15胜67负，球队的入座率也陷入低迷，1月初的4个主场均不足3000名观众。唯一值得庆祝的是新秀约翰-约翰逊入选了全明星賽，他赛季场均得了16.6分。

#### 1971-1974：走在有车无油的日子里

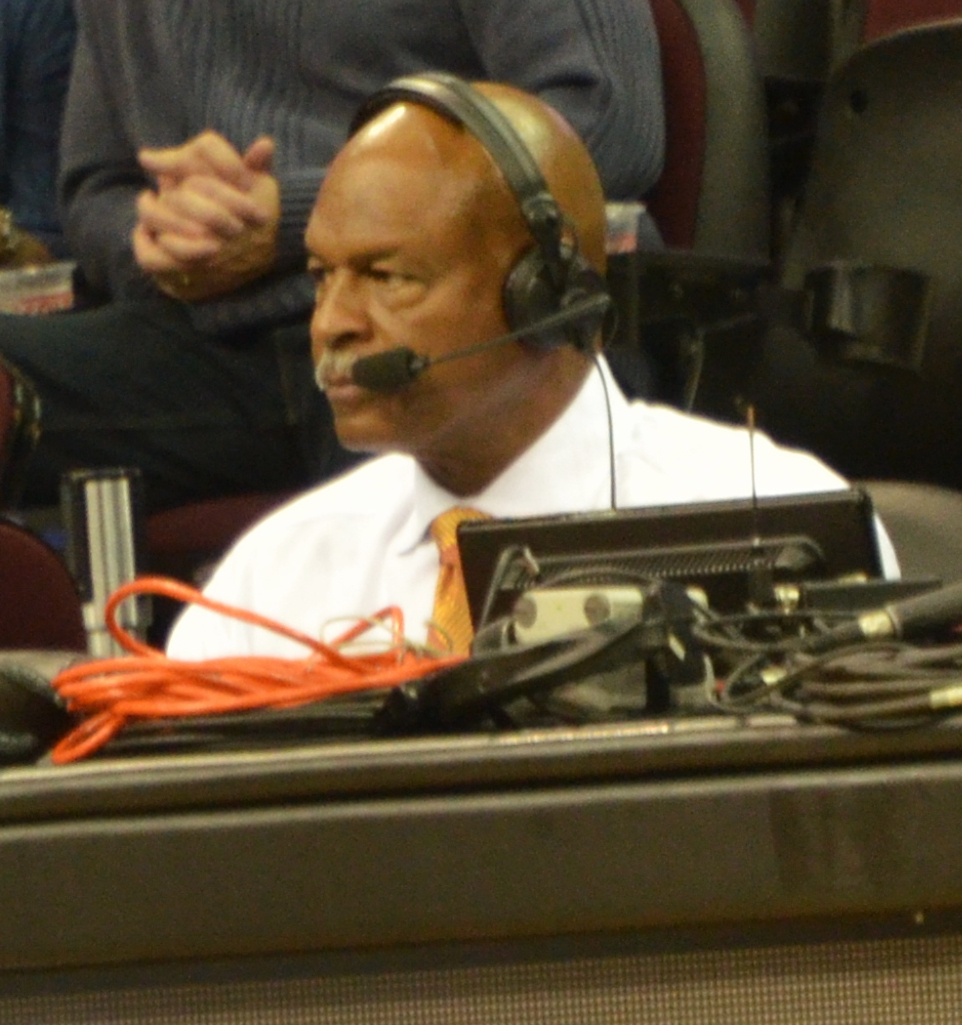
奥斯汀·卡尔

71-72赛季：骑士在1971年的选秀中得到了“跑车”奥斯汀·卡尔（Austin Carr），他的大学生涯场均34.5分。
骑士还得到了阿尔弗雷德·布奇·比尔德（Alfred "Butch" Beard）和来自洛杉矶湖人的中锋里克·罗伯森（Rick Roberson）。球队战绩一度接近榜首的巴尔的摩子弹队。约翰逊和比尔德还入选了全明星赛。但新年过后，骑士再一次滑落谷底。但卡尔还是以场均21.2分的表现入选了新秀全明星。而罗伯森则以每场12.7个篮板创下了球队纪录，该纪录保持了20多年。
72-73赛季：骑士进行重组。后卫兰尼·威尔肯斯、前锋巴里·克莱门斯（Barry Clemens）、二年级生吉姆·克里蒙斯（Jim Cleamons）先后到来，德怀特·戴维斯（Dwight Davis）也加盟。但赛季末骑士仍是中央区最烂的队，威尔肯斯以每场8.4个助攻排名联盟第2，以场均20.5分与卡尔并排得分榜第17。
73-74赛季：骑士队内线的虚弱让球队的胜场数重新跌到30场以下（29-53），仍然处中央区末游。他们在主场球馆克利夫兰球馆（Cleveland Arena）的最后一场比赛以114-92击败卫冕冠军纽约尼克斯队。赛季结束后兰尼·威尔肯斯去了波特兰当球员兼教练。

#### 1974-1975：换汤不换药
74-75赛季：球队首战在新球馆里奇菲尔德球馆（Richfield Coliseum），觀眾人數達13184名，但当晚以107-92输给卫冕冠军波士顿凯尔特人队。
卡尔膝伤休赛，乔尼斯的腿伤及先发后卫吉姆·克里蒙斯的肩伤使球队雪上加霜，在与纽约尼克斯争夺季后赛席位的生死对决中，主场作战的骑士在结束前3秒追到只差一分。但弗雷德·福斯特（Fred Foster）的最后一投被盖帽，球队无缘季后赛。该赛季骑士取得了40胜42负的成绩稍有进步，吸引了更多观众来看比赛。

#### 1975-1978：里奇菲尔德的奇迹
75-76赛季：骑士队得到了未来的名人堂成员，34岁内特·瑟蒙德（Nate Thurmond）。奥斯汀-卡尔也伤愈归队。阵容齐全的骑士登上了中央区的榜首位置，并击败新奥尔良爵士队确保首个季后赛席位。该赛季骑士以49胜33负稳坐分区榜首。球队也被评为NBA的第二防守强队，队中的吉姆-布鲁尔和吉姆-克里蒙斯入选第二防守阵容。在季后赛中骑士首轮面对老对手华盛顿子弹队以4比3险胜。但乔尼斯在训练中伤了腿。后来骑士在与凯尔特人的对决中以2-4落败出局，不过主帅菲奇仍被授予当年NBA最佳教练。
76-77赛季：伤病成为最大敌人。乔尼斯的腿伤、坎皮-拉塞尔的踝伤加上控卫克里蒙斯和“渣滓”克拉伦斯·沃克（Clarence "Foots" Walker）的伤停影响了战绩。瑟蒙德的膝伤直接终结了他本人的篮球生涯。骑士以43-39的成绩在实力强劲的中央区排第4，季后赛面对华盛顿子弹队，骑士以1-2输掉3场2胜的系列赛。
77-78赛季：骑士用克里蒙斯从纽约换来沃尔特·弗雷泽（Walt Frazier）。该赛季骑士表现大起大落，以43胜39负的成绩排名中央区第三。在季后赛首轮被尼克斯横扫出门。

#### 掙扎
在1980年代的騎士隊，由於戰績年年幾乎都是墊底，要不就是在後段班，使得騎士隊當時的老闆一度想要解散球隊，但由於當地居民要求保留，所以因此罷休。

### 馬克·普萊斯與布拉德·多赫蒂時期（1992—1999）

#### 1992-1993：乔丹又一次把骑士送回了老家
1992-93赛季：慢热的骑士在2月份表现强劲，只输1场，创下了球队历史上单月最佳成绩。兰尼·威尔肯斯以846场的总胜场数把比尔·菲奇挤到了教练赢球纪录的第四位。精准的投射使骑士成了NBA历史上命中率最高的球队之一，该赛季骑士的投篮命中率（49.7%），罚球命中率（80.2%），和三分球命中率（38.1%）方面均排到了联盟第一。季后赛首轮骑士再度淘汰新泽西网，第4次面对芝加哥公牛，这一次被公牛横扫出局。第4场乔丹用一个18英尺外的压哨命中帮助公牛以103-101赢得了比赛。之后威尔肯斯辞职结束了在骑士的七年执教生涯。

#### 1993-1994：普莱斯孤掌难鸣，骑士再遭横扫
93-94赛季：迈克·弗拉特罗（Mike Fratello）被聘为骑士第11任主教练。布拉德·多赫蒂的背伤、拉里·南斯的膝伤成了球队战绩不佳的罪魁祸首。季后赛约翰·威廉姆斯也加入了伤病一族，骑士只好把蒂龙·希尔（Tyrone Hill）作为先发中锋，把罗德·希金斯（Rod Higgins）和鲍比·菲尔斯（Bobby Phills）放到前锋位置上。再次被芝加哥公牛3-0淘汰使这次的季后赛显得短暂。但马克·普莱斯再次成为联盟最好的控卫之一。他以场均17.3分的得分排名球队第一，在联盟中则以7.8个助攻排名第9，39.7%的三分球命中率排名第12，88.8%的罚球命中率排名第15。他还连续第二个赛季赢得全明星三分球比赛并成为了1994年世界篮球冠军梦二队的成员。

#### 1994-1997：防守成为骑士的救星

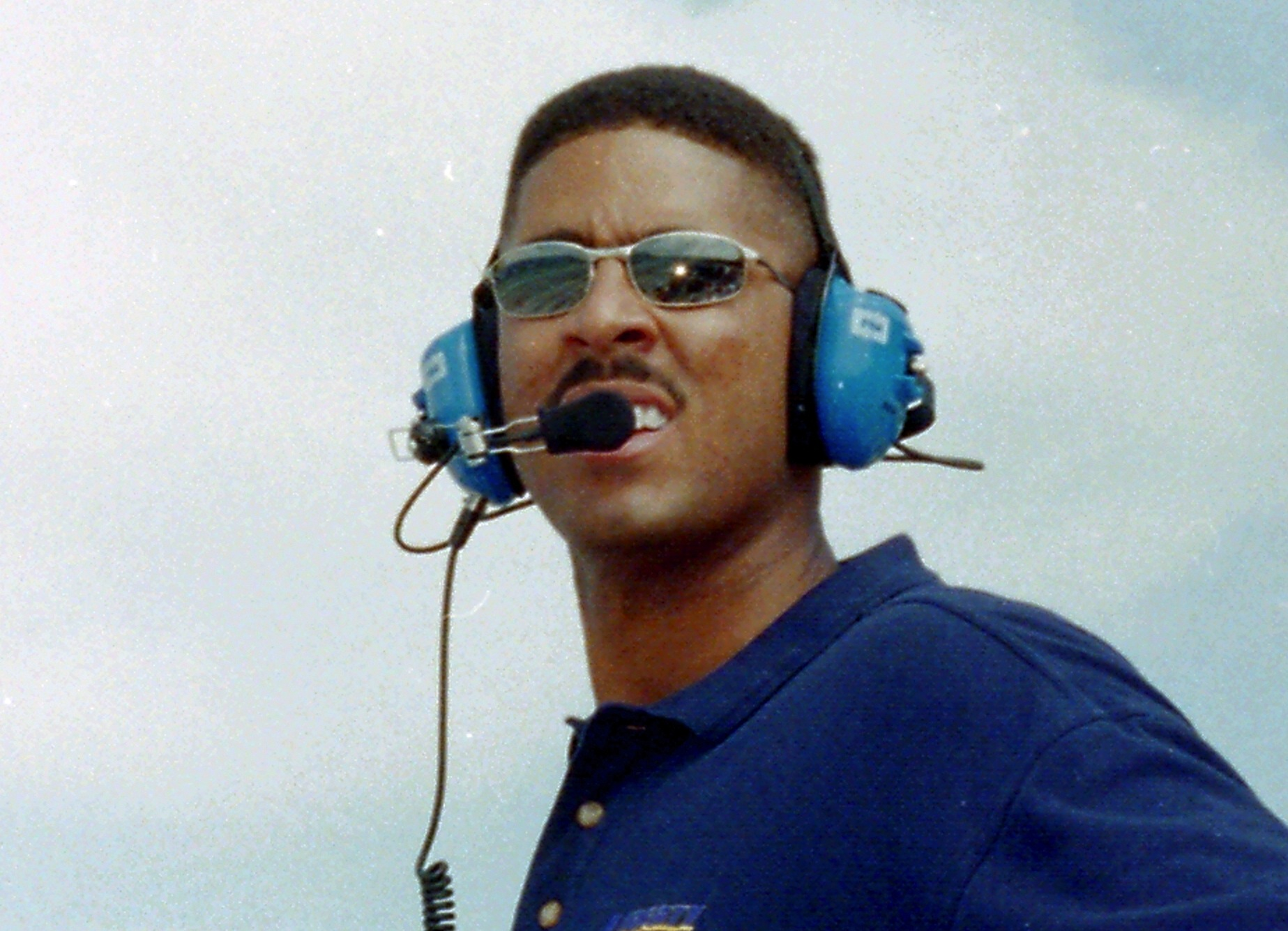
布拉德·多赫蒂

94-95赛季：骑士仍受伤病打击（布拉德·多赫蒂因伤休了整个赛季，马克·普莱斯和特里尔·布兰登）还算不错的赛季。这是一种缓慢的，审慎的，防守为上的战术，虽然乏味却行之有效，它帮助骑士取得了43胜39负的成绩，骑士还一度占据中央区榜首。球队靠防守把对手的得分压制到了场均89.8分以下，创下了NBA历史上的第二佳纪录。但进攻方面以场均90.5分在27支球队中垫底。队中没人能在得分榜上排进联盟前40名。贡献最大的是蒂龙·希尔，场均拿下13.8分10.9个篮板并首次入选了全明星赛。但人手短缺令骑士在季后赛中被纽约尼克斯击败，该系列赛创下或平了10项NBA最差纪录。
95-96赛季：骑士在迈克·弗拉特罗的指导下，进攻方面在联盟倒数第二（场均91.1分），但在抑制对手得分方面却做到了联盟的史上最好（场均让对手得88.5分）。当有些评论家把慢节奏的骑士视为“烦闷无聊”的代名词的同时，热爱传统篮球的人也看到了一支吃苦耐劳，齐心协力的球队。骑士取得超乎预期的47胜35负的东部第四好成绩，但被更有实力的尼克斯在季后赛首轮橫掃。骑士的特雷尔·布兰顿从板凳球员成长为一个全明星球员并成为球队的领袖人物（场均19.3分列全队第一）。本賽季丹尼·费里则得到了进步最快球员奖，并在对阵夏洛特黄蜂时连中8个三分球创下球队纪录。其他球员，包括克里斯·米尔斯（Chris Mills），鲍比·菲尔斯，丹·马尔利（Dan Majerle），蒂龙·希尔，迈克尔·凯奇（Michael Cage）和鲍勃·苏拉（Bob Sura）等等也全都表现得有板有眼。
96-97赛季：骑士取得了42-40的成绩，在一场为进入季后赛的苦战中输给竞争对手华盛顿子弹队而把季后赛“门票”拱手相让，终止连续5年进入季后赛。仅有的亮点是曾作客以73-70赢下公牛，这是后者在该赛季仅输的13场球之一。此外，他们还以103-84作客击败洛杉矶湖人，并曾让奥兰多魔术只得到了57分平了NBA纪录。审慎的打球风格使骑士以85.6分创下了NBA的最低失分纪录。特里尔·布兰登被体育画报评为NBA年度最佳控卫，并连续第二年入选全明星赛并得以在主场冈德球馆与联盟最优秀的球员同场竞技。二级生苏拉也显示出了他在效率和防守方面的潜力。蒂龙·希尔在篮板和命中率方面在联盟中名列前茅。
1997-1999：陣容重組
隨著普萊斯、多赫蒂的離去，騎士開始尋找新的核心球員。1996年選秀，騎士以首輪簽選擇立陶宛長人扎伊德魯納斯·伊高斯卡斯，成為球隊未來的明星中鋒，並從西雅圖超音速交易來“雨人”尚恩·坎普，然球隊的戰績卻未明顯提升，僅於1997-98賽季打進季後賽。

### 沉默四年（1999—2003）
99-00赛季：兰迪·威特曼（Randy Wittman）在赛季前取代弗拉特罗成为主教练。骑士以第8顺位得到了新秀安德烈·米勒。坎普的状态开始显出堕落的迹象，得分和篮板都有所下降，但仍以17.8分和8.8个篮板排在球队的第一位。新秀安德烈·米勒也表现不错，以11.1分和3.4篮板入选了新秀第一阵容。伊尔戈斯卡斯腿伤依然未愈，他左腿的两次手术使他缺席了整个赛季。
00-01赛季：2000年夏天伴随骑士走过三年时光的坎普去了波特兰开拓者，骑士在第8顺位得到新秀贾马尔·克劳福德，但却把他送到了公牛。伊尔戈斯卡斯在赛季初回归，但再次因左脚伤势消失了整个赛季。二年级生安德烈-米勒不得不挑起大梁，他出场了全部82场比赛，并以15.8分的场均得分排在球队的首位，并以8.0个助攻排在联盟的第6位。克拉伦斯·韦瑟斯庞（Clarence Weatherspoon）也帮助骑士每场拿下11.3分并有9.7个篮板入账。
01-02赛季：约翰·卢卡斯出任骑士第13任主教练。骑士在01年选到的首轮新秀德萨加纳·迪奥普（DeSagana Diop）在赛季前被检查出左脚有伤，结果整个赛季只打了18场比赛。12月伊尔戈斯卡斯从伤病名单上走了出来，但状态大不如前，出场了62场比赛场均只拿到了11.1分和5.4个篮板。安德烈·米勒独挑大梁
德烈·米勒则继续他的良好表现，场均拿到了16.5分并以10.9个助攻排在联盟的首位。该赛季米勒两次拿到了周最佳球员称号。赛季打到一半时主教练约翰·卢卡斯被解职，骑士在他的带领下只取得了8胜34负的成绩。他的继任者也好不到哪里去，在剩下来的40场比赛里只拿到了9场胜利。安德烈·米勒被送到洛杉磯快艇。
02-03赛季：骑士在02年的选秀中得到了卡洛斯·布泽尔（Carlos Boozer）和达胡安·瓦格纳（Dajuan Wagner）。布泽尔作为新秀为骑士出场了81场比赛，场均得到10.0分和7.5个篮板，并以53.6%的命中率排在联盟的第3位。伊尔戈斯卡斯也出场了81场比赛，并以场均17.2分和7.5个篮板的表现入选了全明星赛。4月16日，骑士公布了新了队服和队徽，这似乎也预示着骑士将迎来一个全新的未来。

### 勒布朗·詹姆斯時代（2003—2010）

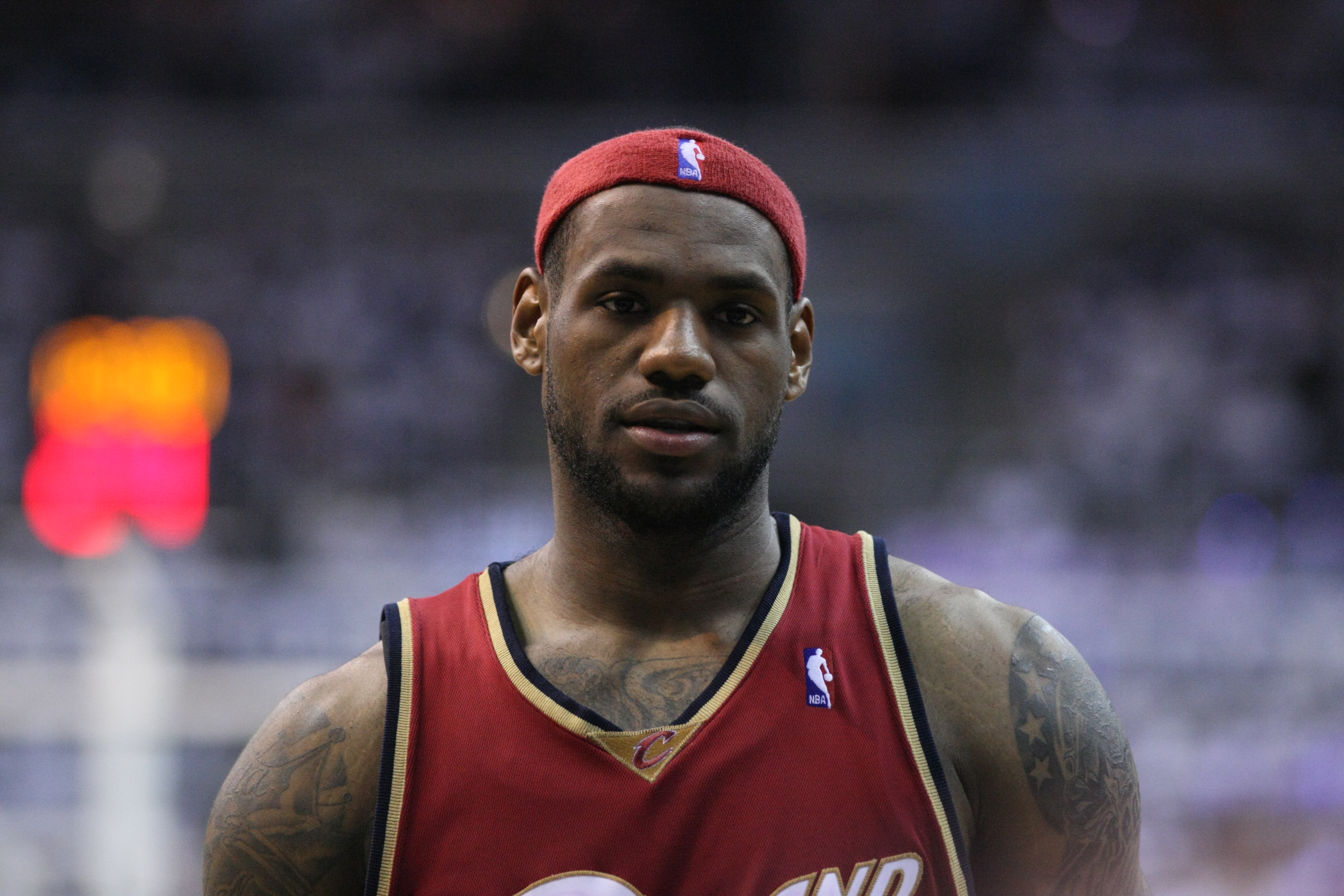
勒布朗·詹姆斯于骑士队

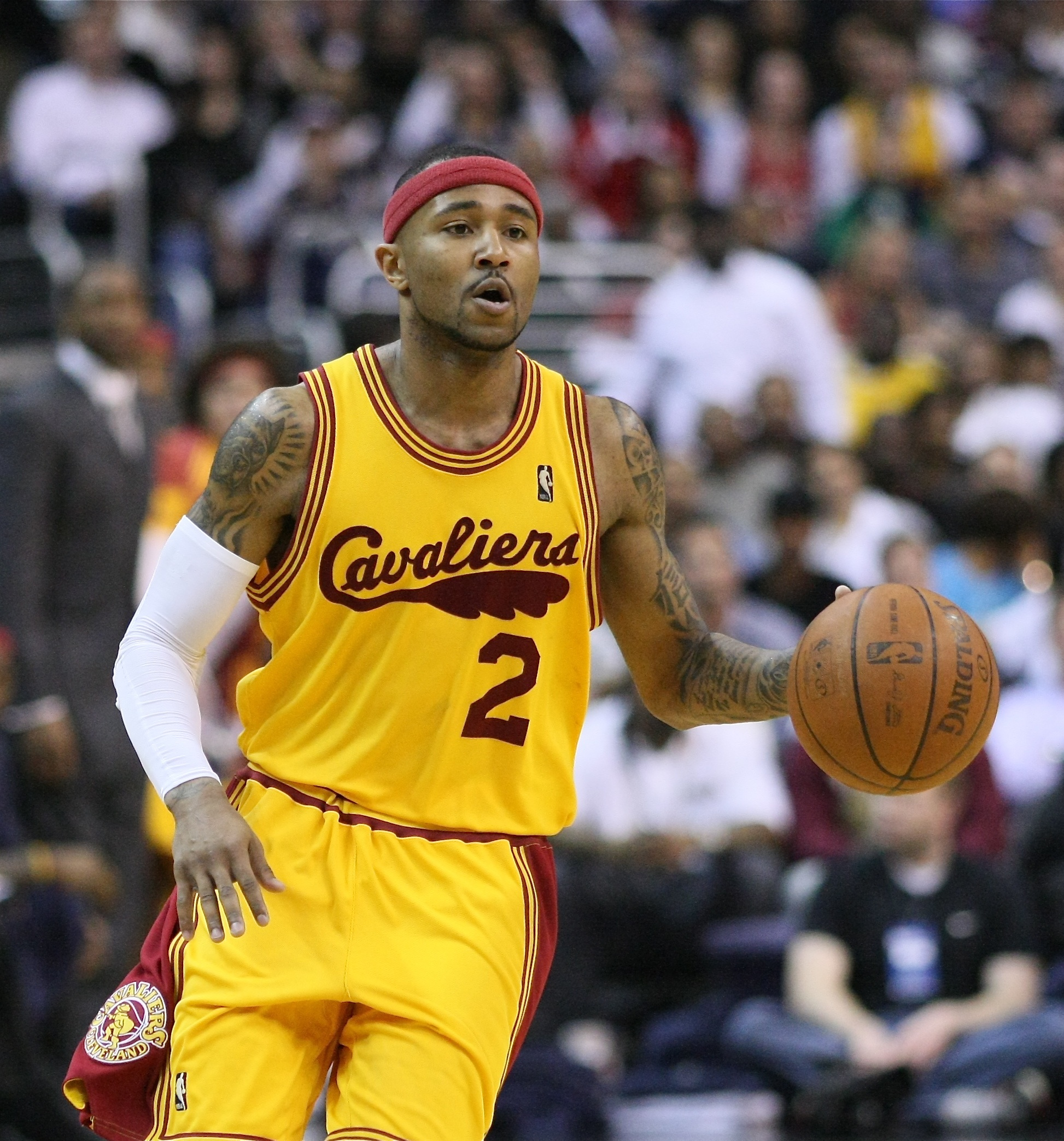
威廉斯於騎士隊

勒布朗·詹姆斯在加盟NBA聯盟時，他帶領聖文森-聖瑪莉(St. Vincent-St. Mary HS)高中學校，拿到三屆高中聯賽冠軍和一屆高中聯賽亞軍，在四年高中生涯每場平均可以得到31.6分、9.6個籃板、4.6次助攻和3.4次抄截的完美數據。
2003年NBA選秀年度最有價值和最佳球員的選秀狀元，加盟克里夫蘭騎士，年薪950萬美元，堪稱為天價的選秀金額。
詹姆斯加入後，騎士即以他為球隊中心，戰績年年進步，並且在2006-07賽季擊敗底特律活塞隊奪得隊史第一座NBA東區冠軍，並隨即打入NBA決賽，然而在季後賽折損太多球員，導致整體戰力損耗，慘遭聖安東尼奧馬刺剃光頭。
2009-10年，騎士以NBA戰績為全聯盟第一的狀況進入季後賽，在第一戰面對芝加哥公牛，以總場數4-1擊敗對手。但在準決賽以2：4不敵波士頓塞爾提克。
騎士在2008-09和2009-10兩季戰績出色，皆突破60勝並成為聯盟戰績第一，詹姆士連續兩季獲得MVP。

### 黑暗重現時期（2010—2014）

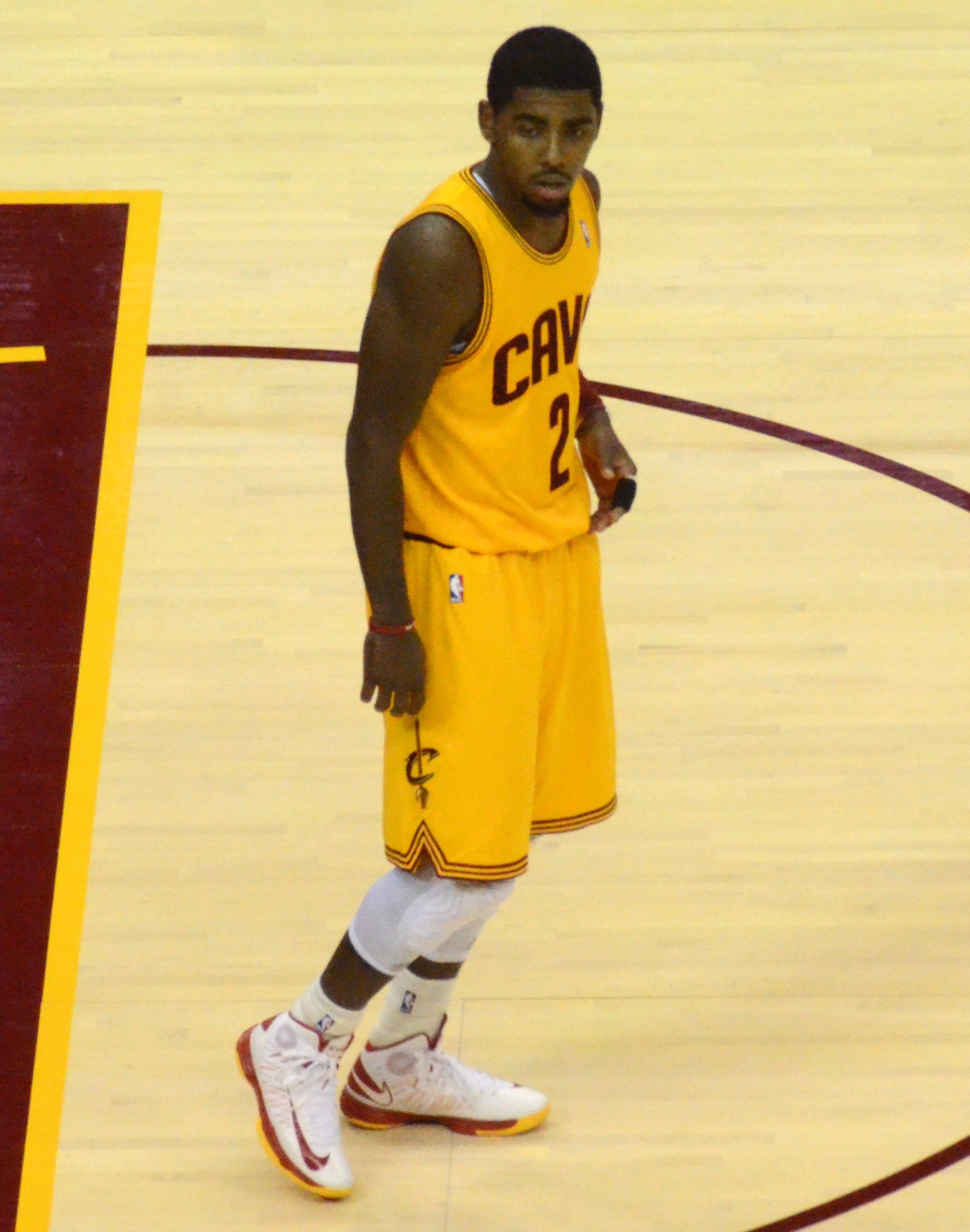
凯里·欧文

詹姆斯于2010年夏天確定加盟邁阿密熱火，不與騎士續約、騎士中鋒扎伊德鲁纳斯·伊尔格斯卡斯也不與騎士續約，跟著皇帝詹姆斯投奔熱火隊。明星中鋒沙奎尔·奥尼尔和後衛德隆特·韋斯特也不與騎士續約，一起轉戰波士頓塞爾特人隊。
2010年季中後期兩筆交易，決定以安東·傑米森、丹尼尔·吉布森為中心重建球隊，並希望以2011年的選秀狀元籤和第一輪指定選秀權，大幅提升騎士戰力和板凳深度，騎士高層目的在於沒有詹姆斯也可以帶領騎士晉級季後賽。
2011年選秀會上以狀元籤選中來自杜克大學的控球後衛欧文，並且在第四順位選秀權進補德州大學前鋒特里斯坦·汤普森，是繼1983年休士顿火箭後，又一次有單一球隊在前四順位獲得兩個選秀權，而這兩位新秀成為騎士未來不可或缺的戰力。但在接下來的幾個球季中，戰績卻僅有些微起色。两位加拿大籍篮球员安东尼·本内特和安德鲁·维金斯相继在2013年NBA选秀年和2014年NBA选秀上以第1顺位被骑士选中。本内特爆冷成為狀元(也是加拿大第一個狀元)，但在騎士隊裡並沒有如球團預期般打出狀元水平，維金斯則是從未代表騎士打過例行賽（儘管如此，域堅斯在新秀賽季卻打出亮麗表現，亦成為了該賽季的最佳新秀）。在2014年休賽季，騎士球團為了得到明星前鋒凱文·洛夫，將兩人交易到明尼蘇達灰狼。其中完成了四年來三位狀元的創舉.

### 天選之子重新歸來，東區八年統治（下）（2015—2018）

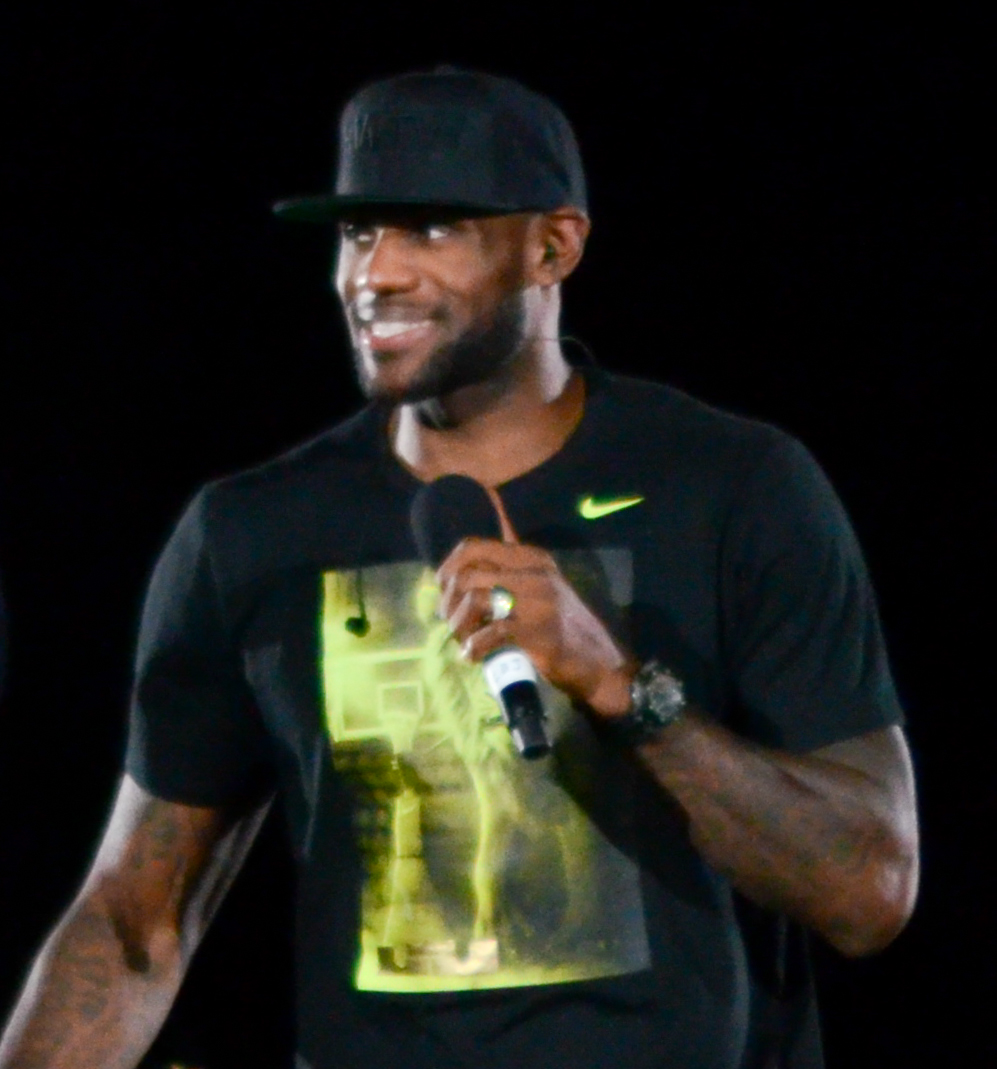
雷霸龍·詹姆士回到家鄉克里夫蘭

#### 2014-2015：重返總冠軍賽
詹姆斯於2014年夏天跳出合約，以自由球員身分重返騎士；凱文·洛夫由明尼蘇達灰狼交易到騎士，凱里·厄文也決定與騎士續約，三人組成騎士三巨頭。值得一提的是，詹姆斯·瓊斯也跟著詹姆士從熱火轉戰騎士。
在三巨頭成形的第一個球季，騎士以53勝29敗的例行賽戰績，重新登上中央賽區王座，並以東區第二種子之姿進軍季後賽。
騎士在首輪雖然以直落4輕鬆橫掃波士頓塞爾提克，但系列賽中洛夫因被凱利·奧利尼克惡意扯傷肩膀，導致脫臼宣告整季報銷。J·R·史密斯惡意攻擊塞爾提克隊員傑·克勞德被禁賽兩場、騎士肯德瑞克·帕金斯也對克勞德惡意犯規，導致克勞德扭傷膝蓋韌帶，被罰15000美元，且1級惡意犯規提升到2級惡意犯規。之後東區準決賽以4:2擊敗宿敵公牛，繼2009年來再次晉級東區決賽(同時也是詹姆士個人連續第五年晉級東區決賽)。
在東區決賽以直落四橫掃亞特蘭大老鷹，隊史第二次奪得東區冠軍，挺進NBA總決賽(也是詹姆士個人連續第五年晉級總決賽)。
2015年的總冠軍賽中，兩大主力洛夫和欧文先後受傷的騎士，靠著勒布朗展現全能身手(平均攻下31.9分、10.1籃板、6.4助攻;總決賽前3場創NBA總決賽歷史紀錄的123分；兩次大三元；平均出手達到歷史最高的30多次；成為歷史上季後賽最年輕5000分先生)，加上頂替欧文的控球後衛马修·德拉维多瓦表現出色，一度讓騎士取得2:1領先，最後依然在兩位主力受傷的情況下遭勇士以4:2擊敗，無緣冠軍，這是詹姆士連續兩年折戟總決賽。

#### 2015–2016：隊史首座總冠軍
2015-16年球季中期，總教練布拉特被騎士解僱，成為NBA历史上被解雇時胜率最高的總教练。队内首席助理教练泰伦·卢隨即被扶正成为新任總教练，並和骑士达成了一份为期三年总价值超过950万的协议。
骑士以57勝25敗連莊中央區龍頭，季後賽第一輪直落4橫掃重返季後賽的底特律活塞，接著在東區準決賽直落4橫掃老鷹(其中第2戰更轟進25顆三分球，刷新紀錄)，為2009年之後第五支季後賽前兩輪橫掃的球隊。
東區決賽，騎士碰上暴龍。首戰騎士大勝暴龍31分（創下隊史季後賽最大勝分差距）；第2戰騎士季後賽拿下傲人的10連勝（聯盟史上第4隊季後賽10連勝未嘗敗績的球隊）；第3、4戰，騎士兵敗多倫多，雙方回到原點；第5、6戰，騎士找回外線手感，最終以4:2連2年在東區封王，勒布朗成為史上第8位連續6年挺進總冠軍賽的球員（前7位皆為塞爾提克成員）。

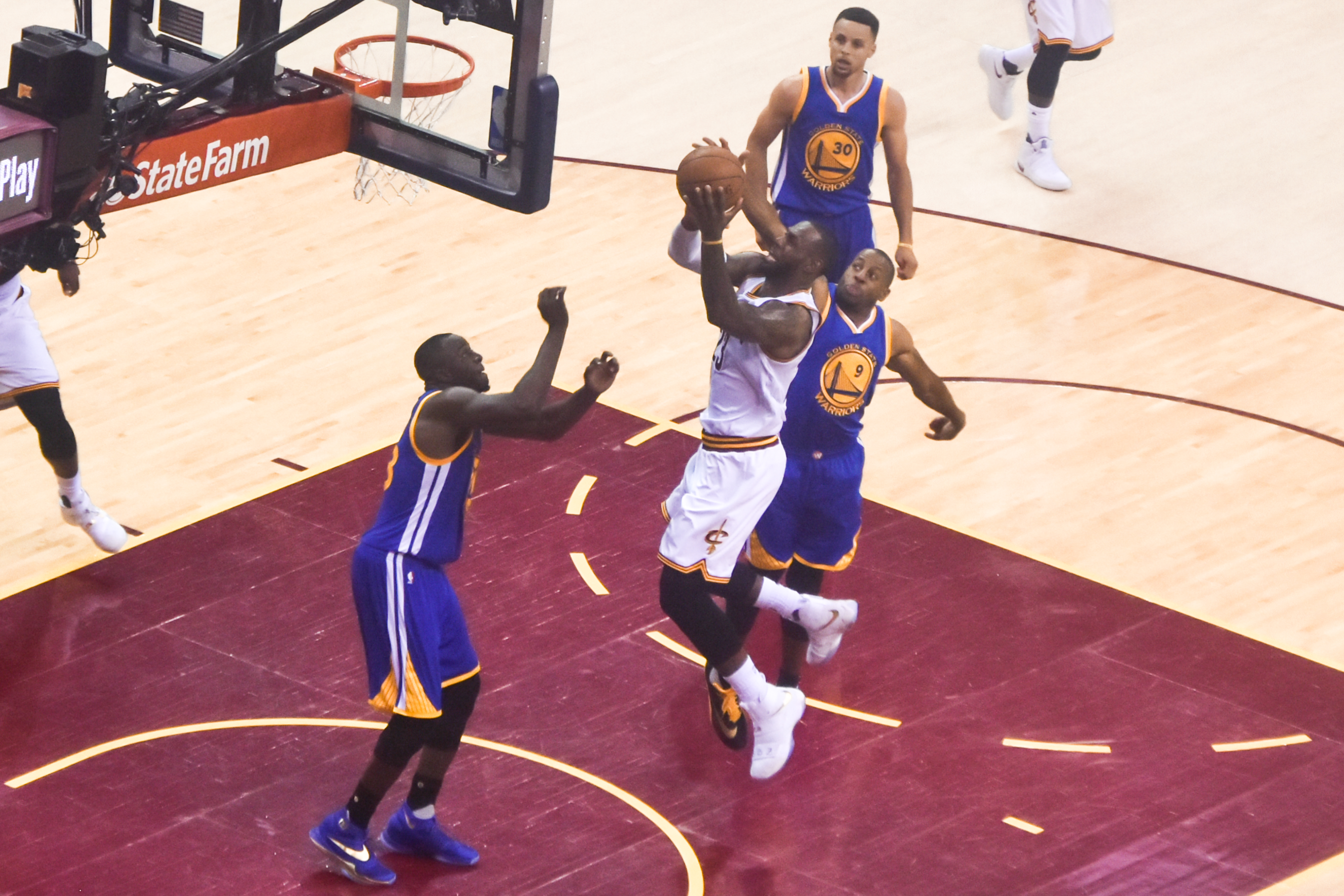
2016年總冠軍賽的詹姆斯兩度對上勇士隊

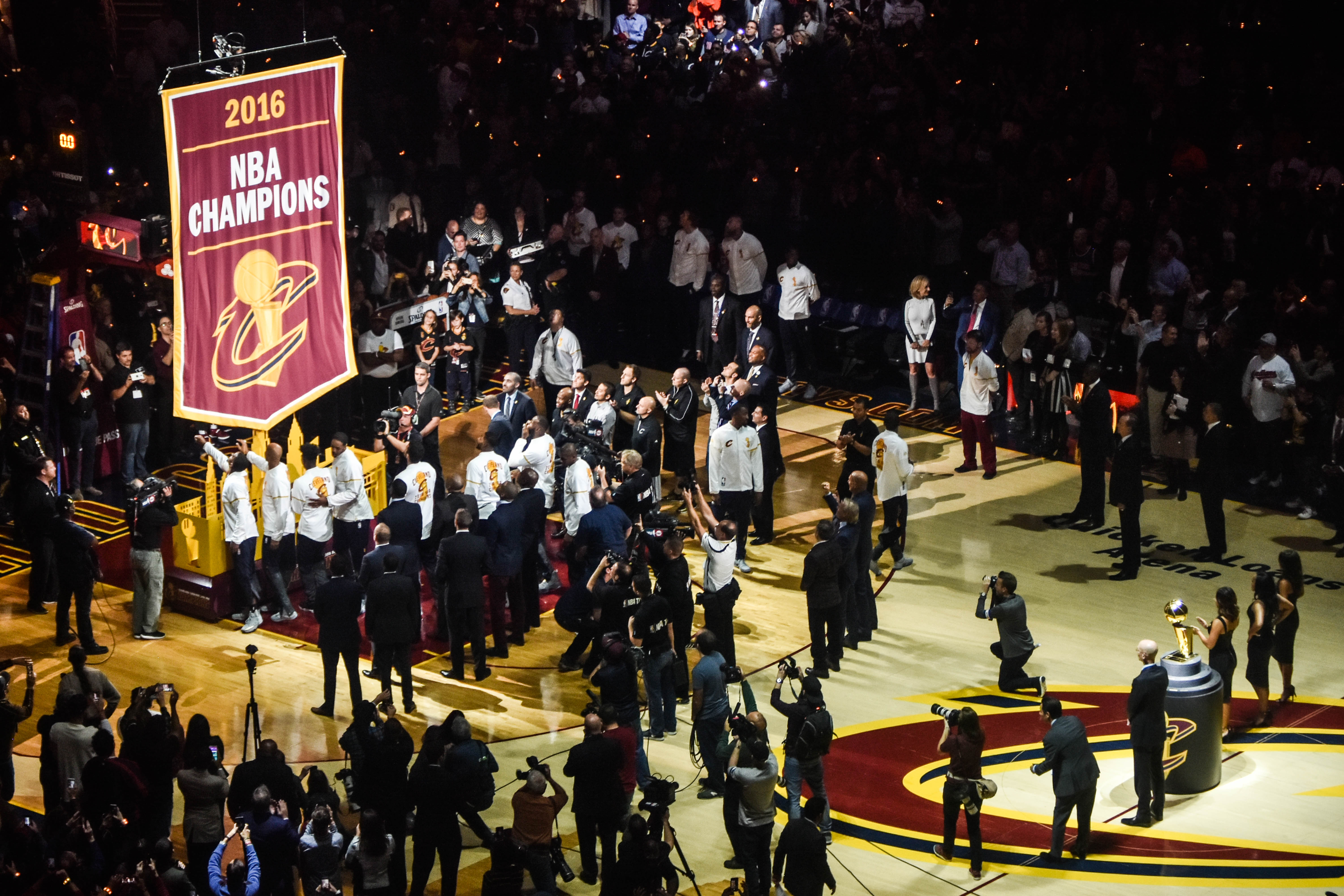
克里夫蘭騎士2016年總冠軍

當年的總冠軍賽，騎士再度碰上勇士，前兩場大輸勇士25分以上，僅在第三場守住一勝，前四場陷入1:3落後。
第五場比賽騎士破勇士主場拿到關鍵一勝，勒布朗·詹姆斯和凯里·欧文成為史上第一隊同隊成員在總冠軍賽砍下超過40+分(兩者都有41分)的兩位球員。欧文也成為繼「上古神獸」威爾特·張伯倫之後，首位也是唯一一位在NBA總決賽上攻入40分或以上，同時有超過70%的命中率的球員（24投17中，命中率70.8%）。緊接著第六戰勇士主力中鋒受傷，騎士守住主場，將總冠軍系列賽拉入搶七局面。
第七戰兩隊鏖戰至第四節末段，靠著勒布朗·詹姆斯連得6分咬住比分及對安德烈·伊格達拉的關鍵火鍋(The Block)和欧文的超前三分球，與洛夫在關鍵時刻對庫里的防守。最終，騎士以93:89戰勝勇士隊史第一次奪得總冠軍，而騎士在總決賽大比分1:3落後下逆轉三場奪得冠軍，亦為NBA歷史首次。欧文憑著七場總冠軍賽的統治級表現拿下隊史第一座冠軍，並帶領詹姆斯取下第3個總決賽MVP。

#### 2016–2017：三度對決金州勇士
2016-17年的騎士靠著三分球的火力保持戰績，並創下多個團隊三分球紀錄，例行賽至12月8日，騎士已經在19場比賽裏命中了至少10個三分球，其中3場比賽命中三分球超過了20個。3月24日，騎士在客場戰勝黃蜂，提前鎖定中部賽區三連霸，也是隊史首次。
騎士在季後賽前兩輪分別橫掃了溜馬與暴龍，創下季後賽跨季11連勝。東區決賽中，雖然在主場落敗一場，但依然靠著三巨頭的強力表現，以4:1擊敗波士頓塞爾提克，連續三年挺進總冠軍賽再次對決金州勇士。
2017年NBA總決賽中，詹姆斯雖然超越喬丹成為季後賽得分王，但在凱文·杜蘭特的出色表現下，仍以4:1敗給勇士，三度無緣總冠軍。

#### 2017–2018：歐文離去，交易大變動，詹姆斯一人撐起騎士

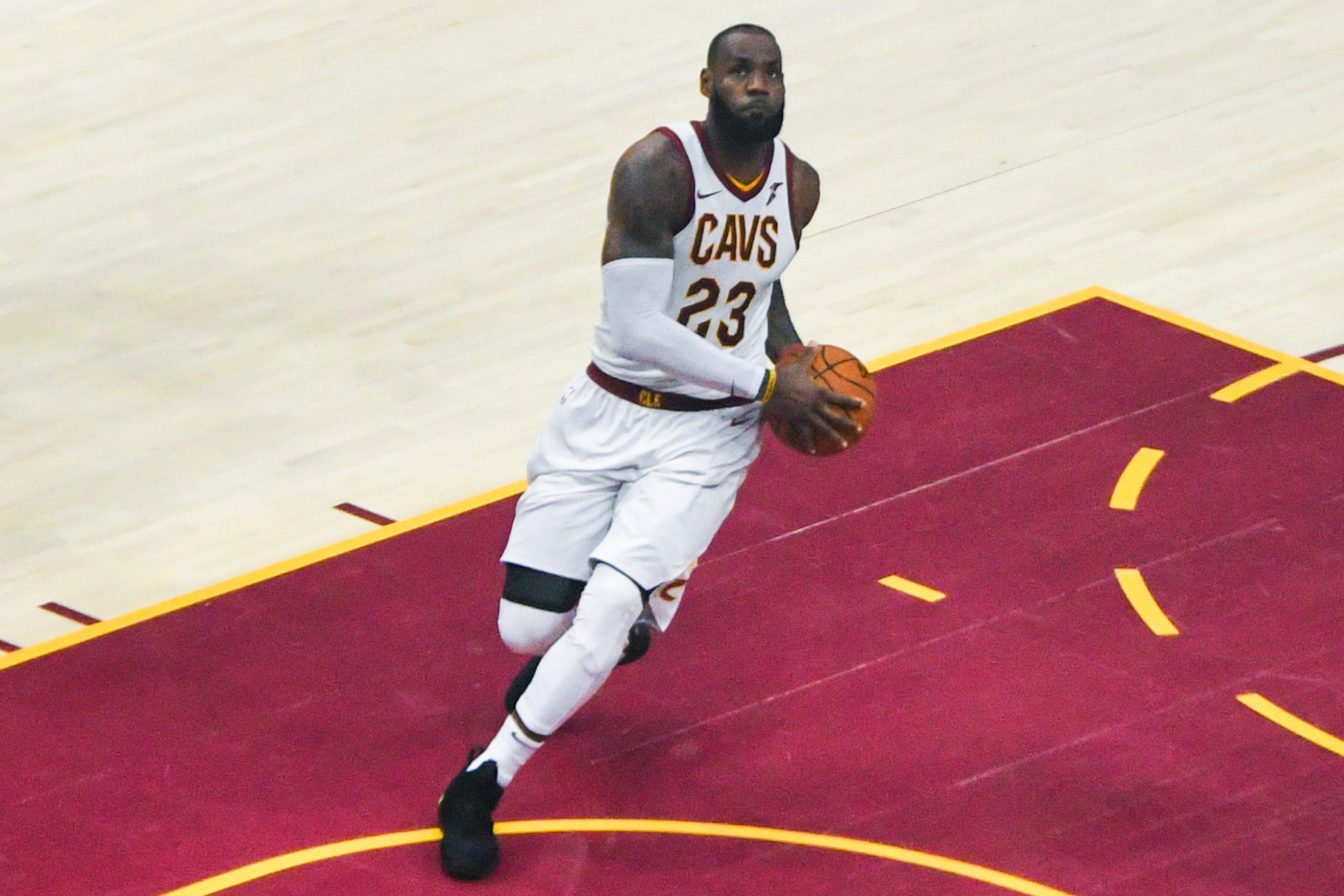
勒布朗·詹姆士

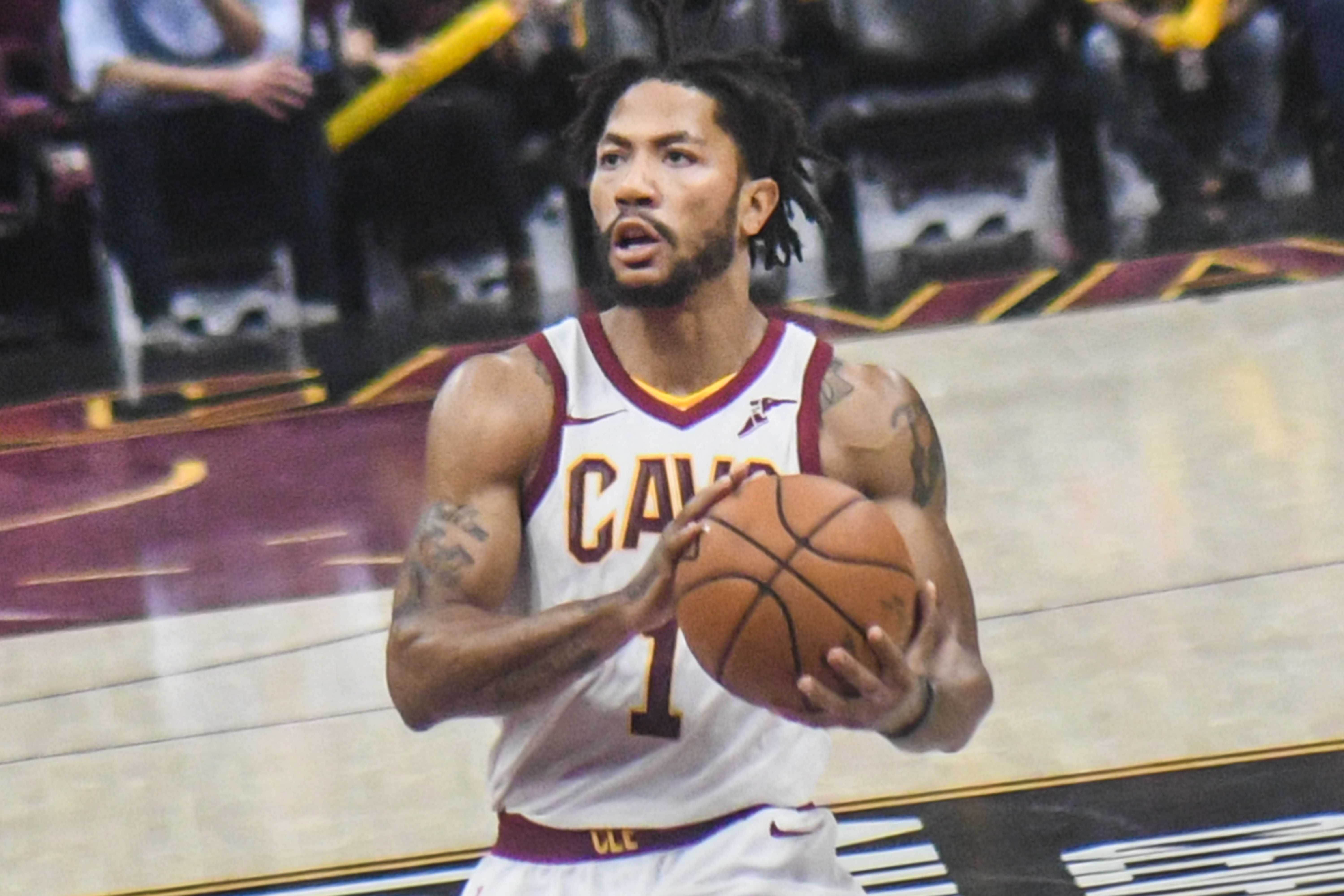
德瑞克·羅斯底薪加盟克里夫蘭騎士

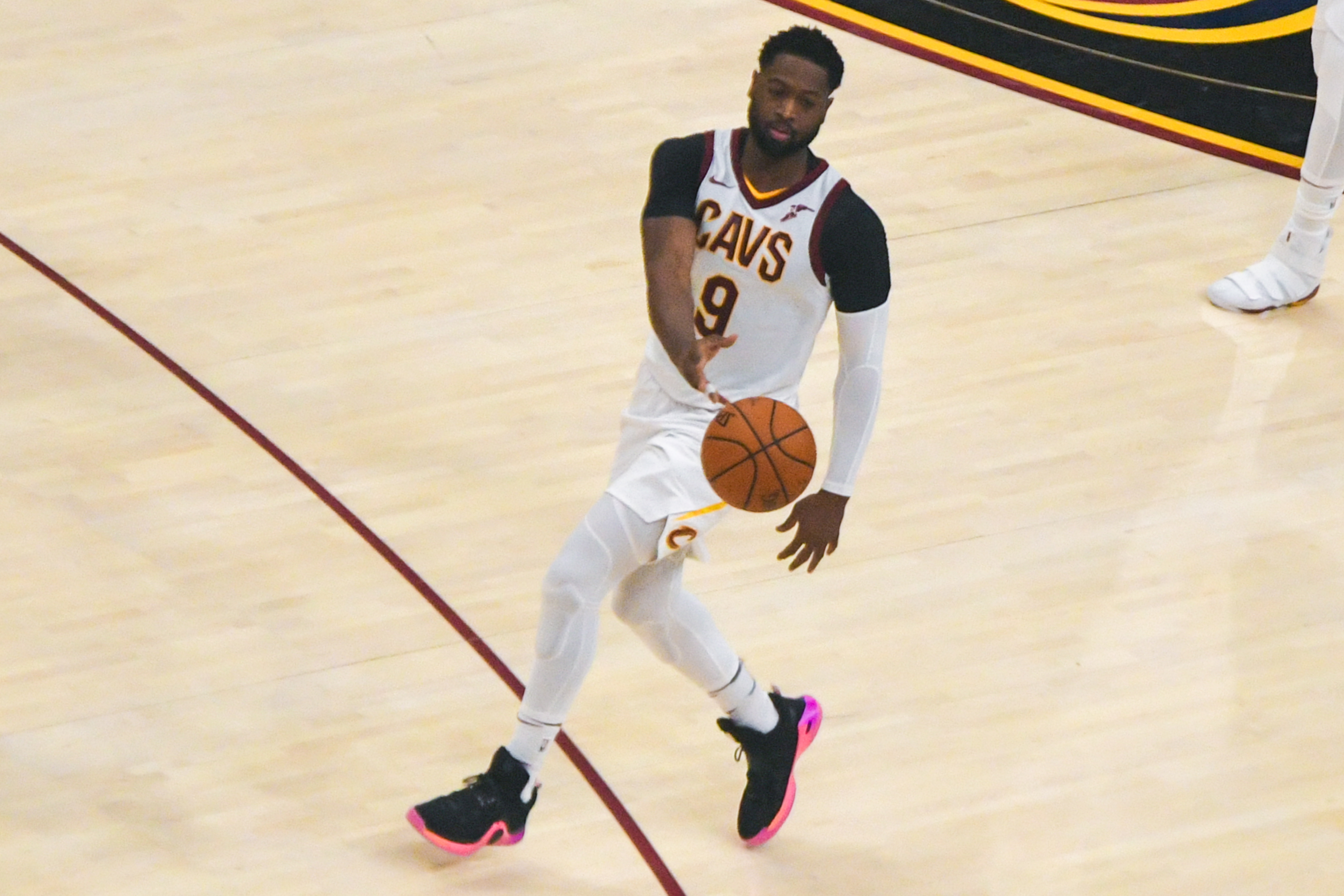
德懷恩·韋德加盟克里夫蘭騎士

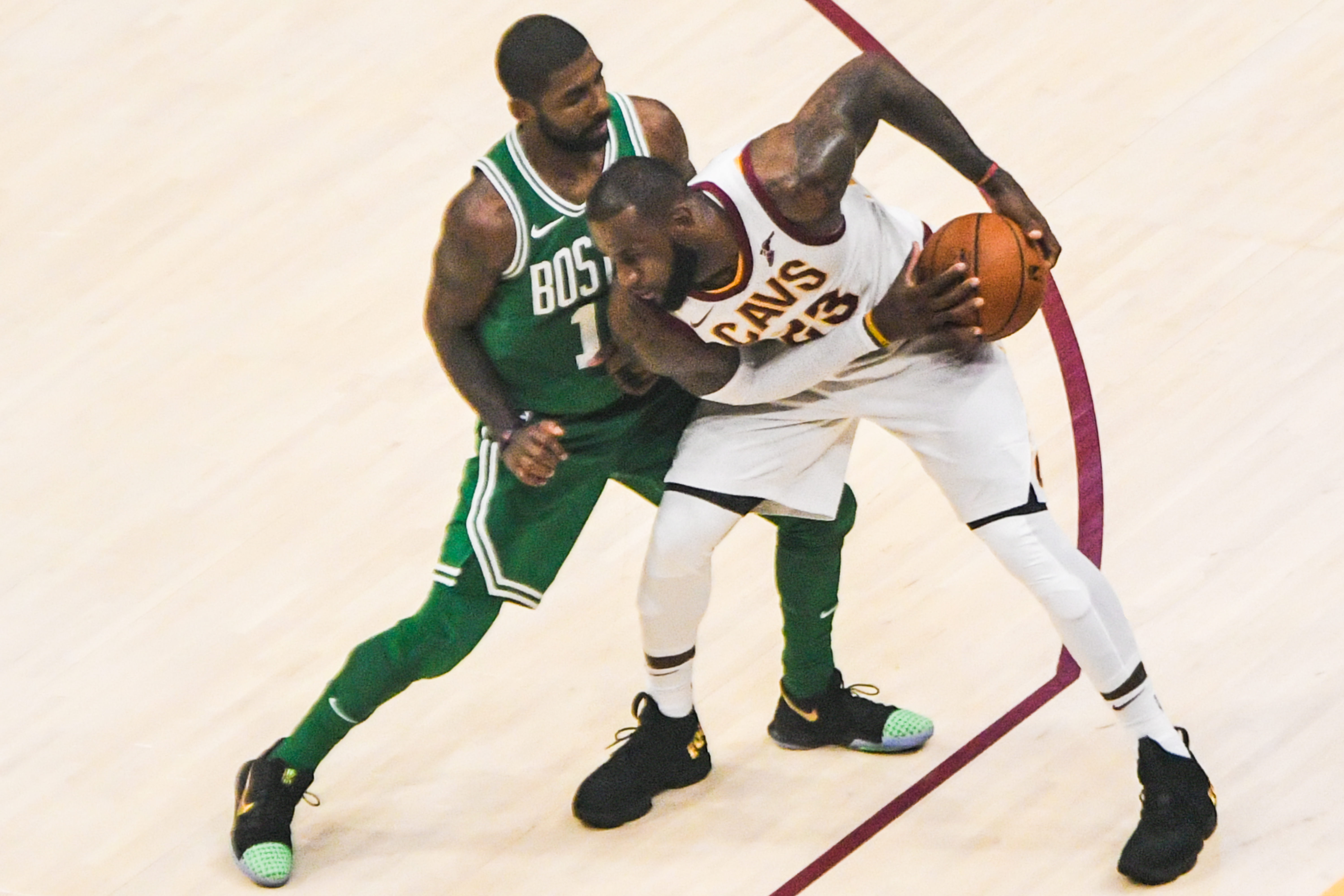
雷霸龍·詹姆士對上凯里·欧文

休賽期中，三巨頭之一的明星後衛歐文向球隊高層提出交易請求。雖然交易案一波三折，但最終與塞爾提克換來另一個明星後衛以赛亚·托马斯、傑·克勞德、安特·日日奇及2018年的籃網首輪選秀權。除了厄文的交易案以外，球隊另外以老將底薪和約簽下前MVP後衛德瑞克·羅斯、前熱火球星後衛德懷恩·韋德。
雖然騎士隊季前的交易與簽約，讓陣容曾同時有多達6位的全明星球員(詹姆士、韋德、羅斯、洛夫、托馬斯、凱爾·柯佛)，但開季的戰績起起伏伏，甚至一度在季後賽外圍，好消息是騎士在季中取得13連勝追平隊史紀錄，與詹姆士對戰馬刺時達到他的生涯30000分里程碑。交易截止日前騎士在22場比賽輸了14場，更傳出休息室不和的傳聞，種種的因素促使騎士球團對陣容做出改變，將以赛亚·托马斯、傑·克勞德、錢寧·弗萊、德瑞克·羅斯、德懷恩·韋德、伊曼·尚伯特等六人送走，換來老將喬治·希爾與年輕球員羅德尼·胡德、喬丹·克拉克森、小拉里·南斯。
(騎士在本季的陣容變動極大，2017年總冠軍賽陣容僅剩詹姆斯、柯佛、洛夫、史密斯、湯普森，三次對陣邁阿密熱火時，更動用了20名球員上場。)
在經過跌跌撞撞的例行賽後，騎士還是打上50勝，連續四年問鼎中央組龍頭，以第四種子晉級季後賽。與前幾年不同，該年的季後賽騎士在首輪即被溜馬逼入搶七，在次輪橫掃暴龍之後，東區決賽也於搶七中驚險擊敗損失兩位主力的賽爾提克。成功挺進總冠軍賽的同時，騎士也經歷了難熬的季後賽之旅。
2018年NBA總決賽中，面對保持著奪冠主力的勇士隊，儘管第一場勒布朗·詹姆斯砍下季後賽生涯最高51分，但J·R·史密斯在喬治·希爾最後罰球關鍵失手時，拿到籃板球，疑似以為兩罰全進反超，跑回中場，造成致命的失誤。球迷失望不已，而全員已精疲力盡，最終騎士繼2007年後再次在總冠軍賽被橫掃。

### 重建期、重返季後賽（2018—）
騎士隊詹姆士尚未表態去留的情況下，在2018年NBA選秀中，以第八順位選了阿拉巴馬大學後衛柯林·塞克斯頓。而在自由市場開市後，詹姆士宣布離開克城加盟湖人，第二次離開騎士。與前次離去不同的是，詹姆士已經在4年內為騎士帶來隊史首冠，解除了克里夫蘭的冠軍荒，同時球隊留有大量的年輕潛力球員，在詹姆斯離去後依然保有戰力。而洛夫則選擇以4年1.2億美元提前續約，騎士三巨頭至此完全解體。
但是洛夫在開季四場比賽之後，即宣布腳趾動手術。騎士也在季中放棄了衝擊季後賽的願景，開季6連敗的時候宣布開除泰倫·卢和助教戴蒙·琼斯，由拉里·德魯接任總教練。而J·R·史密斯不再隨隊以外，將老將柯佛與希爾分別交易至爵士與公鹿，換回了選秀籤與年輕戰力，2015年總冠軍賽防守柯瑞一戰成名的德拉維多瓦也回歸騎士。
2019年4月11日，騎士跟總教練德魯分道揚鑣。5月13日，騎士與密西根大學總教練贝莱因达成一份五年协议。
騎士官方今日正式宣布，他們已經裁掉後衛J·R·史密斯。騎士官方為J.R. Smith製作了一張圖片表達感謝。據報導騎士使用延伸條款裁掉J·R·史密斯，後者將在度過48小時澄清期後成為自由球員。
2020年2月18日，约翰·贝莱茵離開騎士總教練一職，副總教練畢克史塔夫將會被升為正式總教練，騎士官方宣佈，球團已經和代理總教練畢克史塔夫完成一份為期4年的合約，將執教到2023-24年賽季，不過合約具體細節和金額並未透露。
沃納羅斯基最新報導指出，本次交易內容一口氣涉及4隊，籃網得到哈登與騎士2輪選秀權，火箭得到歐拉迪波、艾克森、庫魯斯，還有籃網2022、2024、2024年未保護首輪籤與2021、2023、2025與2027首輪交換權還有騎士2022年首輪籤跟溜馬2輪選秀權，騎士則得到艾倫（Jarrett Allen）與普林斯（Taurean Prince），最後是溜馬得到卡里斯·勒弗特與2輪選秀權。
2020年4月6日，雖然騎士隊115：120輸給奧蘭多魔術，加上多倫多暴龍118：108擊敗亞特蘭大老鷹，最終在2021-22赛季，骑士队取得了44胜38负的战绩，在东部联盟中排名第八，因上年實施新賽制關係，需與第七名的布魯克林籃網參加NBA季後附加賽爭奪季後賽門票，其後騎士在東區附加賽以108：115敗對手後，確定和亞特蘭大老鷹爭取最後一張季後賽門票。
这是球队第一次参加该赛事。这也标志着球队有望自2017-18赛季以来首次参加季后赛，也是自1997-98赛季以来非詹姆士领导的球队首次获得季后赛资格。然而，球队没有出线，下半場無法限制楊恩（Trae Young）下半場爆發狂砍32分，終場以101比107遭到鷹隊逆襲。
2022-23賽季NBA季後賽首輪，騎士首戰雖然在當家球星多诺万·米切尔狂砍38分的情況下，最終仍無法取勝，在尼克靠著多點發揮，以及終場前的2個關鍵進攻籃板，以97:101在主場先吞下一敗。
NBA首輪季後賽G2，騎士終於找回狀態，全場靠著賈蘭德的32分7助攻力壓尼克，最終以107比90的懸殊比分輕鬆收下勝利；加蘭本場寫下的2項數據更是成為前騎士王牌詹姆斯後的紀錄新成員。
NBA首輪季後賽G3，騎士在客場低比分的肉搏戰中，遭到尼克成功封鎖進攻，終場以79比99慘敗對手，米切尔得到22分7籃板5助攻，勒弗特有17分，賈蘭德全場21投4中、得10分，在系列賽陷入了1比2落後。
NBA首輪季後賽G4，騎士賈蘭德有23分10助攻，但米切尔投18只中5，11分得分平他生涯季後賽單場次低得分。第2節就曾陷入15分落後，上半場結束時落後9分的騎士，第3節一度逆轉戰局。但Brunson第3節結束前的三分球為尼克要回領先後，帶領尼克在比賽剩下5分21秒時再拉開9分差距，此後騎士無力再追趕，在客場以93比102吞下系列賽第4戰的敗仗，陷入1勝3敗落後劣勢。
NBA首輪季後賽G5，雖然騎士米切尔投26中11攻下28分，外帶7籃板5助攻2抄截，比賽剩下1分22秒時吞下第6犯退場的賈蘭德攻下21分，勒弗特攻下17分。他們全場抓下30個籃板，比尼克少18個，有26個防守籃板但讓尼克抓下17個進攻籃板。但受到季中凯文·乐福離隊所打擊，還是遭到東區第5紐約尼克完成下剋上，在主場以95比106敗給紐約尼克，以1勝4敗戰績輸掉系列賽結束球季。
2023-24賽季，例行賽最終成績為48勝34負，排名為東區第四，晉級季後賽；首輪將對決東區第五種子奧蘭多魔術，系列賽兩隊在主場各拿3場勝利，讓「前六戰」打完，雙方形成3比3的平手局面，將進行一戰定生死的「第七戰」，在第七戰，一度落後18分，但在米契爾（Donovan Mitchell）繳出39分的火燙表現，成功以106比94獲勝，系列賽以4：3淘汰對手，睽違六年再次晉級次輪；次輪以1：4不敵東區第一種子波士頓塞爾提克，止步次輪，遺憾結束本賽季。
騎士官方宣佈決定開除總教練J·B·畢克史塔夫，籃球營運總裁Koby Altman和總經理Mike Gansey將在未來幾天開始製定一份新任主帥人選的名單。
6月24日，騎士官方宣佈決定以五年合約聘請金州勇士助理教練肯尼·阿特金森擔任總教練，
在2025年NBA季後賽期間，東區第一騎士於第一輪橫掃了東區第十迈阿密热火，但卻在第二輪不幸以1：4敗給了東區第四印第安纳步行者，連續兩年遺憾止步次輪。

## 賽季紀錄
克里夫蘭騎士賽績列表

## 球衣歷史
| 年份      | 主場球衣 | 客場球衣 | 第三球衣   | 第四球衣               | 第五球衣           | 第六球衣 |
| --------- | -------- | -------- | ---------- | ---------------------- | ------------------ | -------- |
| 1970-1974 | 主場     | 客場     | 不適用     | 不適用                 | 不適用             | 不適用   |
| 1974-1980 | 主場     | 客場     | 不適用     | 不適用                 | 不適用             | 不適用   |
| 1980-1983 | 主場     | 客場     | 不適用     | 不適用                 | 不適用             | 不適用   |
| 1983-1987 | 主場     | 客場     | 不適用     | 不適用                 | 不適用             | 不適用   |
| 1987-1994 | 主場     | 客場     | 不適用     | 不適用                 | 不適用             | 不適用   |
| 1994-1997 | 無       | 無       | 無         | 無                     | 無                 | 無       |
| 1997-1999 | 無       | 無       | 無         | 無                     | 無                 | 無       |
| 1999-2003 | 無       | 無       | 無         | 無                     | 無                 | 無       |
| 2003-2010 | 主場     | 客場     | 不適用     | 不適用                 | 不適用             | 不適用   |
| 2010-2017 | 主場     | 客場     | 備用主客場 | 備用客場 · (2014-2017) | 短袖 · (2015-2017) | 不適用   |

| 年份    | 協會版 | 標誌版 | 宣言版 | 特殊球衣     | 特殊球衣     | 特殊球衣     | 贊助商           |
| 年份    | 協會版 | 標誌版 | 宣言版 | 城市版       | 殊榮版       | 經典版       | 贊助商           |
| ------- | ------ | ------ | ------ | ------------ | ------------ | ------------ | ---------------- |
| 2017-18 | 協會版 | 標誌版 | 宣言版 | 城市版(2017) | 不適用       | 不適用       | 固特異           |
| 2018-19 | 協會版 | 標誌版 | 宣言版 | 城市版(2018) | 殊榮版(2018) | 不適用       | 固特異           |
| 2019-20 | 協會版 | 標誌版 | 宣言版 | 城市版(2019) | 不適用       | 經典版(2019) | 固特異           |
| 2020-21 | 協會版 | 標誌版 | 宣言版 | 城市版(2020) | 不適用       | 不適用       | 固特異           |
| 2021-22 | 協會版 | 標誌版 | 宣言版 | 城市版(2021) | 不適用       | 不適用       | 固特異           |
| 2022-23 | 協會版 | 標誌版 | 宣言版 | 不適用       | 不適用       | 不適用       | Cleveland-Cliffs |
| 2023-24 | 協會版 | 標誌版 | 宣言版 | 不適用       | 不適用       | 不適用       | Cleveland-Cliffs |
| 2024-25 | 協會版 | 標誌版 | 宣言版 | 不適用       | 不適用       | 不適用       | Cleveland-Cliffs |

## 主場場館
克里夫蘭體育館 (1970年–1974年)
里奇菲爾德體育館 (1974年–1994年)
快速貸款球館 (前稱岡德球館) (1994年至今)

## 现役球员

### 球員
- 內特·瑟蒙德
- 沃尔特·弗雷泽
- 藍尼·威肯斯
- 查克·戴利
- 韦恩·恩布里
- 馬克·普萊斯
- 俠客·歐尼爾
- 班·華勒斯
- 德韋恩·韋德

### 教練
- 藍尼·威肯斯
- 查克·戴利
- 喬治·卡爾
- 比爾·費奇

## 退休球衣号码
| 克里夫兰骑士 退役球衣号码球员 |                           |      |           |
| 背號                          | 球員                      | 位置 | 時間      |
| 7                             | 賓果·史密斯               | 後衛 | 1970–80   |
| 11                            | 扎伊德鲁纳斯·伊尔格斯卡斯 | 中鋒 | 1996-2010 |
| 22                            | 拉里·南斯                 | 前鋒 | 1988–94   |
| 25                            | 馬克-普萊斯               | 後衛 | 1986–95   |
| 34                            | 奥斯汀·卡尔               | 後衛 | 1971–80   |
| 42                            | 內特·瑟蒙德               | 中鋒 | 1975–77   |
| 43                            | 布拉德·多赫蒂             | 中鋒 | 1986–94   |

## 球隊紀錄

### 數據領先
粗體代表該球員現役且還在隊中。 斜體 代表該球員現役但已離隊。
得分排行(例行賽 – 統計至2016-17賽季)
1. 雷霸龍·詹姆斯 (20,868)
2. 扎伊德鲁纳斯·伊尔格斯卡斯 (10,616)
3. 布拉德·多赫蒂 (10,389)
4. 奧斯汀·凱爾 (10,265)
5. 馬克·普萊斯 (9,543)
6. 賓戈·史密斯 (9,513)
7. 約翰·威廉姆斯 (8,504)
8. 凱里·厄文 (8,232)
9. 拉里·南斯 (7,257)
10. 卡兒·羅素 (6,588)
11. 沃爾德·B·弗里 (6,329)
12. 泰瑞爾·布蘭登 (5,793)
13. 吉姆·瓊恩斯 (5,729)
14. 丹尼·費里 (5,643)
15. 邁克·米謝爾 (5,217)
16. 克雷格·埃盧 (5,103)
17. 菲爾·哈伯德 (4,962)
18. 安德森·瓦瑞喬 (4,485)
19. 朗.哈波 (4,433)
20. 特里斯坦·汤普森 (4,378)

其他數據(例行賽) (統計至2017年4月18日)
| 最多上場分鐘              | 最多上場分鐘 |
| 球員                      | 分鐘         |
| ------------------------- | ------------ |
| 雷霸龍·詹姆斯             | 30,104       |
| 扎伊德鲁纳斯·伊尔格斯卡斯 | 21,820       |
| 約翰·威廉姆斯             | 20,802       |
| 布拉德·多赫蒂             | 20,029       |
| 賓戈·史密斯               | 19,221       |
| 奧斯汀·凱爾               | 19,003       |
| 馬克·普萊斯               | 18,127       |
| 丹尼·費里                 | 15,045       |
| 拉里·南斯                 | 14,966       |
| 安德森·瓦瑞喬             | 14,773       |

| 最多籃板                  | 最多籃板 |
| 球員                      | 籃板     |
| ------------------------- | -------- |
| 扎伊德鲁纳斯·伊尔格斯卡斯 | 5,904    |
| 雷霸龍·詹姆斯             | 5,482    |
| 布拉德·多赫蒂             | 5,227    |
| 約翰·威廉姆斯             | 4,669    |
| 安德森·瓦瑞喬             | 4,434    |
| 特里斯坦·汤普森           | 4,029    |
| 吉姆·瓊恩斯               | 3,790    |
| 拉里·南斯                 | 3,561    |
| 吉姆·布鲁尔               | 3,551    |
| 賓戈·史密斯               | 3,057    |

| 最多助攻      | 最多助攻 |
| 球員          | 助攻     |
| ------------- | -------- |
| 雷霸龍·詹姆斯 | 5,481    |
| 馬克·普萊斯   | 4,206    |
| 約翰·巴格萊   | 2,311    |
| 泰瑞爾·布蘭登 | 2,235    |
| 福特斯·沃克   | 2,115    |
| 凱里·厄文     | 2,114    |
| 布拉德·多赫蒂 | 2,028    |
| 安德烈·米勒   | 2,015    |
| 奧斯汀·凱爾   | 1,820    |
| 克雷格·埃盧   | 1,803    |

| 最多抄截      | 最多抄截 |
| 球員          | 抄截     |
| ------------- | -------- |
| 雷霸龍·詹姆斯 | 1,260    |
| 馬克·普萊斯   | 734      |
| 福特斯·沃克   | 722      |
| 克雷格·埃盧   | 661      |
| 泰瑞爾·布蘭登 | 621      |
| 約翰·威廉姆斯 | 587      |
| 朗.哈波       | 530      |
| 安德森·瓦瑞喬 | 529      |
| 凱里·厄文     | 504      |
| 約翰·巴格萊   | 474      |

| 最多阻攻                  | 最多阻攻 |
| 球員                      | 阻攻     |
| ------------------------- | -------- |
| 扎伊德鲁纳斯·伊尔格斯卡斯 | 1,269    |
| 約翰·威廉姆斯             | 1,200    |
| 拉里·南斯                 | 1,087    |
| 雷霸龍·詹姆斯             | 624      |
| 吉姆·瓊恩斯               | 450      |
| 羅伊·辛森                 | 430      |
| 布拉德·多赫蒂             | 397      |
| 安德森·瓦瑞喬             | 397      |
| 特里斯坦·汤普森           | 364      |
| 吉姆·布鲁尔               | 353      |

| 最多三分球命中數 | 最多三分球命中數 |
| 球員             | 三分球命中       |
| ---------------- | ---------------- |
| 雷霸龍·詹姆斯    | 1,102            |
| 馬克·普萊斯      | 802              |
| 凱里·厄文        | 723              |
| 丹尼爾·吉布森    | 578              |
| 韋斯利·佩森      | 550              |
| 丹尼·費里        | 543              |
| 凱文·洛夫        | 447              |
| J·R·史密斯       | 430              |
| 莫里斯·威廉斯    | 414              |
| 克雷格·埃盧      | 381              |

### 個人獎項
| NBA最有價值球員 - 勒布朗·詹姆斯 – 2009, 2010 NBA年度最佳新秀 - 勒布朗·詹姆斯 – 2004 - 凱里·厄文 – 2012 NBA年度最佳教練 - 比爾·費奇 – 1976 - 迈克·布朗 – 2009 NBA年度最佳行政人員 - 韋恩·埃布里 – 1992, 1998 NBA最佳運動精神獎 - 泰瑞爾·布蘭登 – 1997 詹姆斯·沃尔特·肯尼迪公民奖 - 奧斯汀·凱爾 – 1980 - 埃里克·斯諾 – 2005 - 羅爾·丹恩 – 2014 - 勒布朗·詹姆斯 – 2017 NBA总决赛最有价值球员 - 勒布朗·詹姆斯 – 2016 | NBA最佳新秀阵容 - 奧斯汀·凱爾 – 1972 - Dwight Davis – 1973 - 布拉德·多赫蒂 – 1987 - 朗.哈波 – 1987 - John Williams – 1987 - 扎伊德鲁纳斯·伊尔格斯卡斯 – 1998 - Brevin Knight – 1998 - Andre Miller – 2000 - 勒布朗·詹姆斯 – 2004 - 凱里·厄文 – 2012 - Dion Waiters – 2013 NBA新秀第二阵容 - 泰瑞爾·布蘭登 – 1992 - Derek Anderson – 1998 - Cedric Henderson – 1998 - 克里斯·米姆 – 2001 - 卡洛斯·布瑟 – 2003 - 特里斯坦·汤普森 – 2012 - 泰勒·澤勒 – 2013 | NBA最佳阵容 - 馬克·普萊斯 – 1993 - 勒布朗·詹姆斯 – 2006, 2008, 2009, 2010, 2015, 2016, 2017 NBA第二阵容 - 勒布朗·詹姆斯 – 2005, 2007 NBA第三阵容 - 馬克·普萊斯 – 1989, 1992, 1994 - 布拉德·多赫蒂 – 1992 - 凱里·厄文 – 2015 NBA最佳防守陣容 - 拉里·南斯 – 1989 - 勒布朗·詹姆斯 – 2009, 2010 NBA防守第二陣容 - 吉姆·布鲁尔 – 1976, 1977 - 吉姆·克萊蒙斯 – 1976 - 拉里·南斯 – 1992, 1993 - Bobby Phills – 1996 - 安德森·瓦瑞喬 – 2010 |

### NBA全明星周末
| NBA全明星賽 - John Johnson – 1971, 1972 - Butch Beard – 1972 - 奧斯汀·凱爾 – 1974 - 卡兒·羅素 – 1979 - Mike Mitchell – 1981 - 布拉德·多赫蒂 – 1988, 1989, 1991, 1992, 1993 - 拉里·南斯 – 1989, 1993 - 馬克·普萊斯 – 1989, 1992, 1993, 1994 - Tyrone Hill – 1995 - 泰瑞爾·布蘭登 – 1996, 1997 - 尚恩·坎普 – 1998* - 扎伊德魯納斯·伊高斯卡斯 – 2003, 2005 - 勒布朗·詹姆斯 – 2005*, 2006*, 2007*, 2008*, 2009*, 2010*, 2015*, 2016*, 2017* - Mo Williams – 2009 - 凱里·厄文 – 2013, 2014*, 2015, 2017* - 凱文·洛夫 – 2017 * Starter NBA全明星賽總教練 - 藍尼·威肯斯 – 1989 - 迈克·布朗 – 2009 - 泰倫·卢 – 2016 NBA全明星賽MVP - 勒布朗·詹姆斯 – 2006, 2008 - 凱里·厄文 – 2014 三分球大賽 - 馬克·普萊斯 – 1988 (5th), 1990 (7th), 1993 (1st), 1994 (1st), 1995 (3rd) - Craig Ehlo – 1990 (5th), 1992 (6th) - Wesley Person – 2002 (2nd) - 戴蒙·瓊斯 – 2007 (5th) - 丹尼爾·吉布森 – 2008 (2nd), 2011 (5th) - 凱里·厄文 – 2013 (1st), 2014 (4th), 2015 (2nd), 2017 (2nd) | NBA灌籃大賽 - 羅伊·辛森 – 1986 (7th) - 朗.哈波 – 1987 (5th), 1989 (7th) - 鮑伯·蘇拉 – 1997 (5th) 技巧挑戰賽 - 勒布朗·詹姆斯 – 2006 (2nd), 2007 (3rd) - Mo Williams – 2009 (3rd) - 凱里·厄文 – 2012 (7th) 新秀挑战赛 - Chris Mills – 1994 - 鮑伯·蘇拉 – 1996 - Vitaly Potapenko – 1997 - 扎伊德魯納斯·伊高斯卡斯 – 1998 - 布莱文·奈特 – 1998 - Cedric Henderson – 1998 - Derek Anderson – 1998 (DNP) - Andre Miller – 2000(新秀), 2001(二年級生) - 克里斯·米姆 – 2002(二年級生) - 卡洛斯·布瑟 – 2003(新秀), 2004(二年級生) - Dajuan Wagner – 2003(新秀) - 勒布朗·詹姆斯 – 2004(新秀), 2005(二年級生) - 丹尼爾·吉布森 – 2008(二年級生) - 凱里·厄文 – 2012(新秀), 2013(二年級生) - 特里斯坦·汤普森 – 2012(新秀), 2013(二年級生) - Dion Waiters – 2013(新秀), 2014(二年級生) - 泰勒·澤勒 – 2013(新秀) - 馬修·德拉維多瓦 – 2015 (世界隊) Rookie/Rising Stars Challenge MVP - 扎伊德魯納斯·伊高斯卡斯 – 1998 - 丹尼爾·吉布森 – 2008(二年級生) - 凱里·厄文 – 2012(新秀) Two Ball Contest - Wesley Person with Michelle Edwards – 1998 (7th) - Trajan Langdon with Eva Nemcova – 2001 (2nd) |

## 競爭對手
- 芝加哥公牛和克里夫蘭騎士（英语：Bulls–Cavaliers rivalry）
- 克里夫蘭騎士和金州勇士

## 外部連結
- 官方網站 （页面存档备份，存于）